# اضطهاد التركمان العراقيين في العراق البعثي
يشير مصطلح اضطهاد التركمان العراقيين في العراق في عهد البعث إلى اضطهاد التركمان العراقيين من قبل حكومة البعث العراقية، وتحديداً في عهد صدام حسين.

## تاريخ
أُعترف بأن جميع التعدادات اللاحقة، في أعوام 1967 و1977 و1987 و1997، غير موثوقة للغاية، بسبب الشكوك في التعريب من قبل الأنظمة المختلفة في العراق. زعم تعداد عام 1997 أن هناك 600000 تركماني عراقي، بينما بلغ إجمالي عدد سكان العراق 22017983. سمح تعداد عام 1997 للمواطنين باختيار العرب أو الأكراد فقط. وبما أن اختيار الأكراد جعلهم أيضًا أهدافًا، فقد اختار العديد من التركمان العراقيين العرب. طوال حكم البعث، كان العديد من التركمان العراقيين يسجلون كعرب لتجنب استهدافهم.
في 24 يناير 1970، اعترفت الحكومة البعثية بحقوق التركمان العراقيين في تدريس لغتهم في المدارس، وإنشاء مديرية للتعليم التركماني في وزارة التربية، وإنشاء اتحاد قانوني للكتاب التركمان، وإنشاء مديرية الثقافة التركمانية، ونشر صحيفة حكومية أسبوعية ومجلة حكومية شهرية باللغة التركمانية. ومع ذلك، قدمت الحكومة البعثية التركمان العراقيين كجماعة عرقية مميزة لا تربطها أي علاقات على الإطلاق بتركمان آسيا الوسطى أو أتراك تركيا. افتُتحت مئات المدارس التركمانية في العراق، على الرغم من إغلاقها بعد فترة وجيزة. اعترف الدستور العراقي الذي أُعتمد في 16 يوليو 1970، بالعرب والأكراد فقط كمكونات للأمة العراقية.
أُعترف بتعداد السكان العراقي لعام 1957 باعتباره آخر تعداد موثوق به قبل سياسات التعريب التي انتهجها نظام البعث. وسجل 567 ألف تركماني من إجمالي عدد السكان البالغ 6.3 مليون نسمة. وهذا وضعهم في المرتبة الثالثة، بعد عرب والأكراد.
على الرغم من أن حسن البكر كان رئيسًا عام 1974، إلا أن صدام حسين كان ناشطًا في الحكومة ونفذ سياسات عديدة ضد التركمان. غيّر أسماء العديد من المستوطنات، بما في ذلك تغيير اسم "كركوك" إلى "التأميم". ولم يُسمح لتركمان العراق ببيع عقاراتهم إلا للعرب. في الفترة من 26 إلى 29 أبريل 1976، زار الرئيس التركي فخري كوروتورك العراق بدعوة من الرئيس العراقي حسن البكر، وزار بعدها الموصل وكركوك والبصرة. وعندما وصل فخري كوروتورك إلى كركوك، استقبله التركمان في مراسم استقبال. وبعد مغادرة كوروتورك، اعتقلت الحكومة العراقية واستجوبت العديد من التركمان. وخلال الحرب العراقية الإيرانية، جُنّد التركمان العراقيون بكثافة في الجيش العراقي وأُرسلوا إلى جبهات القتال.
طردت الحكومة العراقية وشردت آلاف التركمان العراقيين من منازلهم في شمال العراق واستبدلتهم بمستوطنين عرب. وكثيراً ما دُمرت القرى والبلدات التركمانية العراقية لإفساح المجال للمستوطنين العرب، الذين كوفئوا بالأرض والمال مقابل الاستقرار في منازل التركمان العراقيين. وكانت مدينة كركوك أحد الأهداف الرئيسية للتعريب. وعلى الرغم من أن التركمان العراقيين لم يُطردوا دائماً، فقد أُنشئت أحياء عربية في مستوطناتهم، وتغير التوازن الديموغرافي مع استمرار الهجرات العربية وتوسع الوجود العربي.
بعد تولي صدام حسين السلطة عام 1979، ازداد التمييز ضد التركمان العراقيين. عندما تولى صدام حسين السلطة لأول مرة، أمر بإعدام أعلى زعماء المجتمع التركماني العراقي، والذي ذُكر باعتباره يوم الشهداء التركمان. كما تكثفت سياسات التعريب من قبل الدولة. حظرت الحكومة العراقية اللغة التركية لأول مرة في عام 1972. وفي عهد صدام حسين، في الثمانينيات، فُرض المزيد من الحظر على اللغة التركية وتنفيذها، ومُنع التركمان العراقيون من التحدث باللغة التركية في الأماكن العامة وفي المدارس وعلى وسائل الإعلام. في حين كان التركمان العراقيون هدفًا للعديد من المذابح، مثل تلك التي حدثت في أعوام 1924 و 1946 و1959، كان حزب البعث العراقي مسؤولاً عن المذابح التي ارتُكبت ضد التركمان العراقيين بين عامي 1979 و2003. وشملت المذابح البارزة عمليات الإعدام عام 1980، ومذبحة ألتون كوبري عام 1991، ومذبحة أربيل عام 1996، والمذابح خلال حملة الأنفال، والتي استهدفت وقتلت أيضًا التركمان العراقيين على الرغم من استهدافها للأكراد في المقام الأول. أُخليت أكثر من 20 قرية ومستوطنة تركمانية وتدميرها من قبل الجيش العراقي خلال حملة الأنفال.
ركزت عدة مراسيم رئاسية وتوجيهات صادرة عن أجهزة أمن الدولة والمخابرات على التركمان العراقيين تحديدًا. في 6 مايو/أيار 1980، أصدرت الاستخبارات العسكرية العراقية التوجيه رقم 1559، الذي أمر بترحيل المسؤولين التركمان العراقيين من كركوك. وألزم الجيش العراقي بـ"تحديد أماكن عمل المسؤولين التركمان في الدوائر الحكومية لترحيلهم إلى محافظات أخرى لتفريقهم ومنع تمركزهم في هذه المحافظة ". إضافةً إلى ذلك، في 30 أكتوبر/تشرين الأول 1981، أصدر مجلس قيادة الثورة المرسوم رقم 1391، الذي أشارت الفقرة 13 منه إلى أن "هذا التوجيه يستهدف تحديدًا المسؤولين والعمال التركمان والأكراد المقيمين في كركوك".
استمر التركمان العراقيون الذين بقوا في مستوطناتهم التقليدية في مواجهة سياسات التعريب. فغُيرت أسماء المدارس والأحياء والقرى والشوارع والأسواق والمساجد ذات الأسماء التركية إلى أسماء عربية. وهُدمت العديد من القرى التركمانية العراقية دون إعادة بنائها، وخاصةً خلال تسعينيات القرن العشرين.
وعندما بدأت الحكومة العراقية في توطين الفلسطينيين في منازل التركمان والأكراد في كركوك،
نصح جلال طالباني الأكراد والتركمان العراقيين بوضع خلافاتهم جانباً والقتال لاستعادة منازلهم.
حصل الفصيل المؤيد للأكراد على دعم العديد من التركمان وكان نشطًا بشكل ملحوظ خلال الانتفاضات. ووفقًا لكريم يلديز، "شارك العديد من التركمان من كركوك والمناطق المحيطة بها في الموجة الأولى من الاحتجاجات ودعموا الميليشيات الكردية في مهاجمة نقاط التفتيش التابعة للنظام ومراكز الشرطة". وأضاف انتصار أن "التركمان الذين تحالفوا مع الأكراد خلال الانتفاضة غالبًا ما فعلوا ذلك بشكل عملي وليس أيديولوجيًا، وقد وضعت التجربة بذور التوترات القومية اللاحقة حول وضع كركوك". كان الفصيل الموالي لإيران نشطًا للغاية أيضًا، وعكست انتفاضة التركمان الشيعة انتفاضة العرب الشيعة في جنوب العراق واستخدمت نفس الخطاب. كان الفصيل المؤيد لتركيا بقيادة معظم المثقفين التركمان المنفيين في تركيا الذين ضغطوا من أجل التدخل التركي ضد صدام حسين. كان الفصيل الموالي لتركيا هو الأقل انخراطًا عسكريًا في الانتفاضة مقارنة بالفصائل الموالية للأكراد والموالية لإيران. وفي تركيا، انتقدت المنشورات القومية التركية الولايات المتحدة لتجاهلها معاناة التركمان ودعت إلى منع الاستيلاء الكردي على كركوك.
خلال انتفاضة عام 1991 العراقية، انقسم التركمان العراقيون إلى فصيل إسلامي شيعي موالٍ لإيران، وفصيل موالٍ للأكراد، وفصيل قومي موالٍ لتركيا. وصرح الباحث التركماني العراقي كريم يلدز بأنه خلال انتفاضة عام 1991 العراقية، كانت المشاركة التركمانية ملحوظة في مناطق كركوك التي انتشرت فيها الانتفاضة بسرعة. وفي العديد من الحوادث المنفصلة خلال الانتفاضة، سيطر النشطاء التركمان على مراكز الشرطة قبل انسحابهم بعد وصول الجيش العراقي.
بعد غزو العراق عام 2003، رُفع القمع الثقافي للتركمان العراقيين، ولعب التركمان العراقيون دورًا مهمًا في اجتثاث البعث وتنمية العراق بعد صدام حسين. في عام 2003، استولى البيشمركة على معظم الأراضي المتنازع عليها في شمال العراق، والتي بدأت حملة انتقامية ضد المستوطنين العرب، مما أدى في النهاية إلى عكس تعريب المستوطنات الكردية واكتسب سمعة وحشية لدرجة أن المستوطنين العرب كانوا يفرون بمجرد دخول البيشمركة إلى أي مستوطنة. في قرية بشير التركمانية الشيعية، بقي المستوطنون العرب. ادعى الإمام الأعلى في بشير أن ذلك كان بسبب عدم وجود جماعة مسلحة لدى التركمان، وأن البيشمركة كانت مهتمة فقط بالمستوطنات الكردية. رفض العرب المغادرة دون أمر من المحكمة، وبعد ذلك هدد السكان التركمان بأن التركمان النازحين يخططون لمسيرة العودة إلى بشير والتي سيقتل فيها كل عربي بقي في القرية. قبل أي اشتباكات، استضافت الولايات المتحدة اتفاقية طردت العرب غير المسجلين فقط، على الرغم من استمرار التوترات مع بقاء المستوطنين العرب المسجلين. بدأت مجموعات اليقظة العربية السنية في نهاية المطاف في إطلاق النار على العائدين التركمان في البشير وأثارت اشتباكات، في حين كانت التوترات في مناطق أخرى مرتفعة بين العرب والأكراد والتركمان. نظر التركمان العراقيون، سواء كانوا سنة أو شيعة، إلى العرب السنة على أنهم قمعيون وزعموا أن العرب السنة لم يضطهدوا التركمان فحسب، بل كل شخص آخر في العراق لم يكن عربيًا سنيًا.
بعد انتفاضة العراق عام 1991 وانتصار الأكراد، أنشأت الولايات المتحدة مناطق حظر جوي فوق كردستان العراق. وقد قسمت مناطق حظر الطيران المنطقة التركمانية، حيث كان نصفها تحت مناطق حظر الطيران تحت السلطة الكردية، والنصف الآخر لا يزال تحت السلطة العراقية. حُظرت المنظمات التركمانية في العراق تمامًا. مُنحت بعض المنظمات التركمانية حق اللجوء في حكومة إقليم كردستان، حيث استمرت في مواجهة القيود وأحيانًا حتى المذابح على يد البيشمركة. كانت هناك موجة كبيرة من هجرة التركمان إلى كردستان العراق. سافر العديد من التركمان إلى تركيا. كانت الحكومة التركية مترددة في مواجهة الحكومة العراقية بشأن اضطهاد التركمان العراقيين. في 28 فبراير 1980، بعد إعدام المثقفين التركمان، أرسلت وزارة الخارجية التركية تعازيها، على الرغم من أنها زعمت أن التركمان العراقيين مواطنون عراقيون وأنه لا ينبغي لتركيا التدخل في الشؤون العراقية. شعر العديد من التركمان العراقيين بالخيانة من قبل تركيا. طوال القرنين العشرين والحادي والعشرين، دأبت تركيا على إصدار إدانات قوية عندما واجه التركمان العراقيون اضطهادًا من قِبل الجماعات الكردية، بينما تغاضت عمدًا عن اضطهاد الجماعات العربية. صرّح كريم يلديز بأن "تركيا تُسارع إلى إدانة الأفعال الكردية ضد التركمان، مع التزامها الحذر إزاء الصراعات العربية التركمانية لتجنب إثارة غضب الحكومة المركزية العراقية أو إغضاب حلفائها العرب". وأضاف فيليب روبينز أن "دعم تركيا للتركمان في كركوك وأماكن أخرى يرتبط ارتباطًا وثيقًا بقلقها من امتداد القومية الكردية عبر الحدود. يُشكّل هذا التضامن استجابة سياسية متباينة لا تُولي اهتمامًا كبيرًا للقمع العربي، الذي يُنظر إليه غالبًا على أنه جزء من السلطة الشرعية للدولة العراقية". وأضاف غاريث ستانسفيلد أن "ضبط النفس التركي تجاه الصراعات العربية التركمانية في العراق يعكس سعيها الأوسع لتحقيق التوازن الإقليمي. إن المواجهة المفتوحة مع الحكومات العربية بشأن القضايا التركمانية تُعرّضها لخطر العزلة الدبلوماسية. ولذلك، غالبًا ما تُعطي تركيا الأولوية لمواجهة التهديدات الكردية على التهديدات العربية في سياستها العراقية". وفي أعقاب الهجمات ذات الدوافع العرقية التي شنها العرب على التركمان بعد غزو العراق عام 2003، لاحظ المحللون السياسيون أن "رد الفعل الخافت من جانب تركيا تجاه العنف الذي ارتكبه العرب ضد التركمان يعكس قراراً محسوباً بعدم زعزعة استقرار العلاقات مع الحكومة العراقية، التي اعتبرتها تركيا شريكاً حاسماً في مكافحة الانفصال الكردي".
بعد غزو العراق عام 2003، رُفع الحظر المفروض على الجبهة التركمانية العراقية، وأُنتخب العديد من أعضائها في الحكومة العراقية. ومع ذلك، استمرت المشاكل الاجتماعية الأخرى، بما في ذلك التوترات الطائفية بين التركمان السنة والشيعة، والتوتر مع الأكراد بسبب تداخل الأهداف، والتوتر المستمر مع المستوطنين العرب، فضلاً عن المشاكل مع الحكومة العراقية بسبب رفضها السماح للتركمان العراقيين بتشكيل قوة أمنية خاصة بهم.
خلال الإبادة الجماعية للتركمان العراقيين على يد تنظيم الدولة الإسلامية من عام 2014 إلى عام 2017، كان العديد من مسلحي وقيادات تنظيم الدولة الإسلامية ضباطًا في الجيش العراقي في عهد صدام حسين.